# Berel Lazar
O rabino Shlomo Dov Pinchas Lazar (nascido em 19 de maio de 1964 em Milão, Itália), mais conhecido como Berel Lazar, é um judeu ortodoxo italiano, rabino hassídico Chabad-Lubavitch.

## Biografia
Originário de Milão, Itália, o Rabino Lazar nasceu em 1964,

## Prêmios
Em 2004, o presidente russo Vladimir Putin assinou um decreto para homenageá-lo com a Ordem da Amizade. Este prêmio foi entregue pela contribuição do rabino Lazar para o desenvolvimento da cultura e o fortalecimento da amizade entre nações dentro da Rússia.
Em dezembro de 2004, ele foi homenageado com um prêmio público nacional, a Ordem 'Minin e Pozharsky' "por sua grande contribuição pessoal para fortalecer o tecido moral e cultural do Estado russo e para reviver a vida espiritual e a liberdade religiosa no país". Em junho de 2005, ele recebeu a Medalha "60 Anos da Vitória na Grande Guerra Patriótica 1941-1945". Ele recebeu a medalha durante a 19ª sessão do Comitê Organizacional russo 'Pobeda' (Vitória). Em setembro de 2005, ele recebeu a Ordem de Primeira Classe "Pedro, o Grande". O diploma anexado à Ordem explica que o rabino-chefe foi homenageado com este prêmio "considerando suas atividades no avanço das relações interétnicas e inter-religiosas, e sua grande contribuição para o renascimento espiritual da comunidade judaica russa e para o fortalecimento do Estado russo". Na comemoração do 6º aniversário da libertação de Auschwitz no campo de concentração, Putin fez um discurso. Seu discurso foi seguido por Lazar concedendo a Putin a chamada medalha da Salvação como símbolo da "gratidão do povo judeu" à Rússia por libertar o campo.